# Kimberleyeleotris hutchinsi
Kimberleyeleotris hutchinsi är en fiskart som beskrevs av Douglass Fielding Hoese och Allen, 1987. Kimberleyeleotris hutchinsi ingår i släktet Kimberleyeleotris och familjen Eleotridae. IUCN kategoriserar arten globalt som nära hotad. Inga underarter finns listade i Catalogue of Life.